# İctimai Televiziya və Radio Yayımları Şirkəti
İctimai Televiziya və Radio Yayımları Şirkəti (pol. Publiczne Radio i Telewizja, İTV) – azerbejdżański publiczny nadawca radiowo-telewizyjny, utworzony 29 sierpnia 2005 roku na mocy decyzji parlamentu tego kraju. Zgodnie z azerbejdżańskim prawem, stacja określana jest jako „publiczna, ale nie rządowa”, co ma ją odróżnić od bezpośrednio kontrolowanej przez rząd AzTV. Firma nadaje po jednym kanale telewizyjnym i radiowym: İctimai Televiziya i İctimai Radio.

## Funkcjonowanie
Mimo swojego szczególnego statusu, podkreślającego niezależność i ponadpolityczny charakter, według zagranicznych ekspertów stacja zdecydowanie faworyzuje w swych audycjach rządzącą ekipę prezydenta İlhama Əliyeva, poświęcając jej trzykrotnie więcej czasu antenowego niż opozycji. Dla porównania, AzTV poświęca rządowi i prezydentowi 94% czasu zajmowanego na jej antenie przez tematykę polityczną. Najwyższym ciałem zarządzającym İTV jest Rada Nadawcza, złożona z przedstawicieli różnych organizacji i środowisk społecznych, m.in. związków zawodowych, ludzi nauki, młodzieży, organizacji kobiecych, związków sportowych oraz wyznaniowych. Rada powołuje i nadzoruje dyrektora generalnego firmy, który kieruje jej bieżącym funkcjonowaniem.

### Konkurs Piosenki Eurowizji
Od 5 lipca 2007 stacja jest, jako jedyny nadawca z Azerbejdżanu, członkiem Europejskiej Unii Nadawców (EBU), co uprawnia ją do udziału w Konkursie Piosenki Eurowizji. W roku 2009 EBU wszczęła wewnętrzne postępowanie wyjaśniające przeciwko İTV po tym, jak osoby z Azerbejdżanu, głosujące podczas konkursu w Moskwie na Armenię, która od lat pozostaje w konflikcie z Azerbejdżanem i jest tam notorycznie ukazywana jako główny wróg, były wzywane na przesłuchania na policję jako „niepatriotyczne” i stanowiące „potencjalne zagrożenie dla bezpieczeństwa”.
İTV miała być organizatorem trzeciej edycji Konkursu Tańca Eurowizji, pierwotnie planowanej na rok 2009, następnie przesuniętej na 2010, a ostatecznie całkowicie odwołanej z powodu braku zainteresowania udziałem wśród członków EBU.
14 maja 2011 wystawiony przez İTV zespół Ell & Nikki zwyciężył w Konkursie Piosenki Eurowizji w Düsseldorfie. W związku z tym stacja była organizatorem konkursu w 2012 roku, który odbył się w Baku w dniach 22 i 24 (półfinały) oraz 26 maja 2012.

## Historia loga

2007–2013
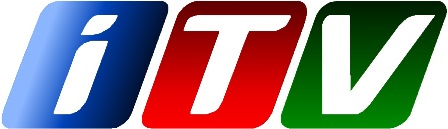
2013–2018
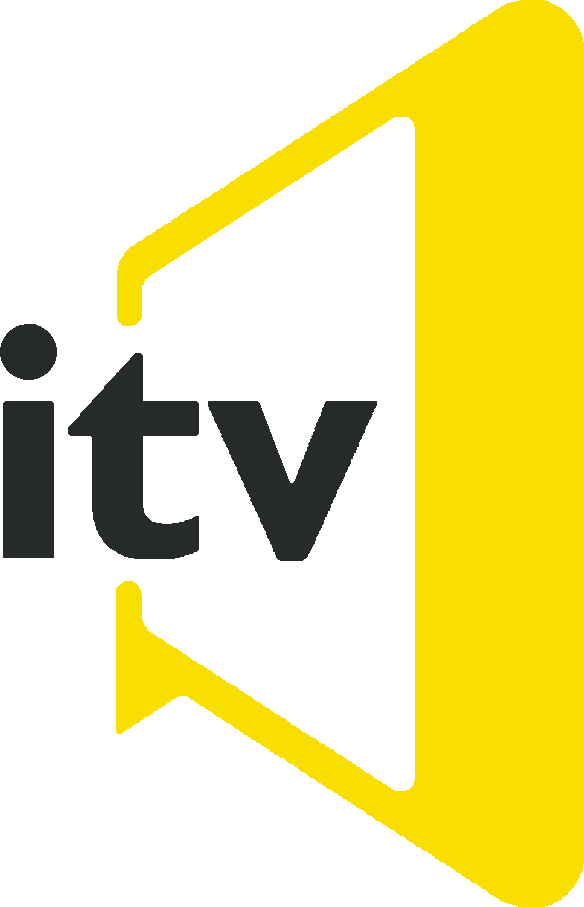
2019–2020
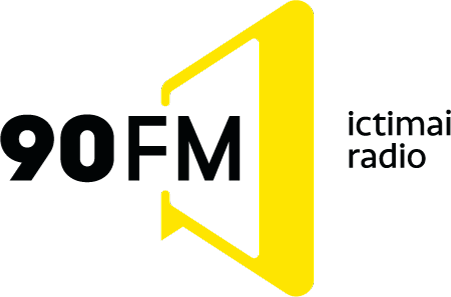
Logo Ictimai Radio (2019–2020)